# CN Catalunya
Club Natació Catalunya é um clube de polo aquático espanhol da cidade de Barcelona. atualmente na Divisão de Honra. É um dos clubes mais vitoriosos do polo aquático europeu.'

## História
O Club Natació Catalunya foi fundado em 1931.

## Títulos
- LEN Champions League
  - 1995
- LEN Super Cup
  - 1992, 1995
- Liga Espanhola
  - 1988, 1989, 1990, 1992, 1993, 1994, 1998
- Copa do Rei
  - 1987, 1988, 1990, 1992, 1994, 1997